# Arthur Franz
Arthur Franz (Perth Amboy, 29 febbraio 1920 – Oxnard, 16 giugno 2006) è stato un attore statunitense.
Ha recitato in 50 film dal 1948 al 1982 ed è apparso in oltre 90 serie televisive dal 1949 al 1977.

## Filmografia

### Cinema
- Jungle Patrol, regia di Joseph M. Newman (1948)
- The Price of Freedom, regia di Wilhelm Thiele (1949)
- Red Stallion in the Rockies, regia di Ralph Murphy (1949)
- Il dottore e la ragazza (The Doctor and the Girl), regia di Curtis Bernhardt (1949)
- Luce rossa (Red Light), regia di Roy Del Ruth (1949)
- La morte al di là del fiume (Roseanna McCoy), regia di Irving Reis (1949)
- Iwo Jima, deserto di fuoco (Sands of Iwo Jima), regia di Allan Dwan (1949)
- Tarnished, regia di Harry Keller (1950)
- Tre segreti (Three Secrets), regia di Robert Wise (1950)
- Gianni e Pinotto contro l'uomo invisibile (Abbott and Costello Meet the Invisible Man), regia di Charles Lamont (1951)
- Matrimonio all'alba (Strictly Dishonorable), regia di Melvin Frank, Norman Panama (1951)
- Volo su Marte (Flight to Mars), regia di Lesley Selander (1951)
- Squali d'acciaio (Submarine Command), regia di John Farrow (1951)
- Nessuno mi salverà (The Sniper), regia di Edward Dmytryk (1952)
- Rainbow 'Round My Shoulder, regia di Richard Quine (1952)
- Il membro del matrimonio (The Member of the Wedding), regia di Fred Zinnemann (1952)
- Otto uomini di ferro (Eight Iron Men), regia di Edward Dmytryk (1952)
- Three Lives, regia di Edward Dmytryk (1953)
- Gli invasori spaziali (Invaders from Mars), regia di William Cameron Menzies (1953)
- Operazione Corea (Flight Nurse), regia di Allan Dwan (1953)
- Lontano dalle stelle (Bad for Each Other), regi di Irving Rapper (1953)
- The Eddie Cantor Story, regia di Alfred E. Green (1953)
- L'ammutinamento del Caine (The Caine Mutiny), regia di Edward Dmytryk (1954)
- The Steel Cage, regia di Walter Doniger (1954)
- Taxi da battaglia (Battle Taxi), regia di Herbert L. Strock (1955)
- Rivolta al molo n. 6 (New Orleans Uncensored), regia di William Castle (1955)
- Bobby Ware Is Missing, regia di Thomas Carr (1955)
- L'alibi era perfetto (Beyond a Reasonable Doubt), regia di Fritz Lang (1956)
- Running Target, regia di Marvin R. Weinstein (1956)
- L'uomo dalla forza bruta (The Wild Party), regia di Harry Horner (1956)
- Le pantere dei mari (Hellcats of the Navy), regia di Nathan Juran (1957)
- Furia infernale (The Unholy Wife), regia di John Farrow (1957)
- Back from the Dead, regia di Charles Marquis Warren (1957)
- La curva del diavolo (The Devil's Hairpin), regia di Cornel Wilde (1957)
- Il nemico di fuoco (The Flame Barrier), regia di Paul Landres (1958)
- I giovani leoni (The Young Lions), regia di Edward Dmytryk (1958)
- Ricerche diaboliche (Monster on the Campus), regia di Jack Arnold (1958)
- Ossessione di donna (Woman Obsessed), regia di Henry Hathaway (1959)
- La guerra di domani (The Atomic Submarine), regia di Spencer Gordon Bennet (1959)
- L'uomo che non sapeva amare (The Carpetbaggers), regia di Edward Dmytryk (1964)
- Alvarez Kelly, regia di Edward Dmytryk (1966)
- L'onda lunga (The Sweet Ride), regia di Harvey Hart (1968)
- Lo sbarco di Anzio, regia di Edward Dmytryk e Duilio Coletti (1968)
- Dream No Evil, regia di John Hayes (1970)
- Un papero da un milione di dollari (The Million Dollar Duck), regia di Vincent McEveety (1971)
- So Long, Blue Boy, regia di Gerald Gordon (1973)
- Il giustiziere (The 'Human' Factor), regia di Edward Dmytryk (1975)
- King Monster, regia di Richard Martin (1976)
- Sisters of Death, regia di Joe Mazzuca (1976)
- Correre per vincere (That Championship Season), regia di Jason Miller (1982)

### Televisione
- Il cavaliere solitario (The Lone Ranger) – serie TV, un episodio (1949)
- Danger – serie TV, un episodio (1953)
- Studio One – serie TV, 2 episodi (1953)
- Kraft Television Theatre – serie TV, un episodio (1954)
- Waterfront – serie TV, un episodio (1954)
- The Web – serie TV, un episodio (1954)
- Armstrong Circle Theatre – serie TV, un episodio (1954)
- Robert Montgomery Presents – serie TV, 2 episodi (1954)
- A Story About Henry Ford – film TV (1955)
- Appointment with Adventure – serie TV, un episodio (1955)
- Justice – serie TV, un episodio (1955)
- Royal Playhouse – serie TV, 3 episodi (1953-1955)
- The Whistler – serie TV, 3 episodi (1954-1955)
- The Philco Television Playhouse – serie TV, un episodio (1955)
- Kraft Television Theatre – serie TV, 2 episodi (1954-1955)
- Jane Wyman Presents the Fireside Theatre – serie TV, un episodio (1956)
- Four Star Playhouse – serie TV, 2 episodi (1955-1956)
- Celebrity Playhouse – serie TV, episodi 1x26-1x36 (1956)
- TV Reader's Digest – serie TV, 3 episodi (1955-1956)
- Schlitz Playhouse of Stars – serie TV, 7 episodi (1953-1956)
- Cavalcade of America – serie TV, 2 episodi (1952-1956)
- Scienza e fantasia (Science Fiction Theatre) – serie TV, 5 episodi (1955-1956)
- Studio 57 – serie TV, un episodio (1957)
- The Ford Television Theatre – serie TV, 4 episodi (1952-1957)
- The 20th Century-Fox Hour – serie TV, episodi 1x04-2x13 (1955-1957)
- Crossroads – serie TV, episodi 1x15-1x36-2x37 (1956-1957)
- The George Sanders Mystery Theater – serie TV, un episodio (1957)
- Climax! – serie TV, 4 episodi (1954-1957)
- I racconti del West (Zane Grey Theater) – serie TV, un episodio (1958)
- Target – serie TV, episodio 1x20 (1958)
- The Millionaire – serie TV, 2 episodi (1955-1958)
- Men Into Space – serie TV, episodio 1x06 (1959)
- World of Giants – serie TV, 3 episodi (1959)
- Ricercato vivo o morto (Wanted: Dead or Alive) – serie TV, episodio 2x20 (1960)
- Alcoa Presents: One Step Beyond – serie TV, un episodio (1960)
- Markham – serie TV, un episodio (1960)
- Bourbon Street Beat – serie TV, episodio 1x31 (1960)
- The Alaskans – serie TV, episodio 1x32 (1960)
- Gunsmoke – serie TV, un episodio (1960)
- The Chevy Mystery Show – serie TV, episodio 1x05 (1960)
- Assignment: Underwater – serie TV, un episodio (1960)
- Scacco matto (Checkmate) – serie TV, episodio 1x04 (1960)
- The Deputy – serie TV, un episodio (1961)
- Hawaiian Eye – serie TV, 2 episodi (1961)
- Ichabod and Me – serie TV, un episodio (1961)
- Whispering Smith – serie TV, episodio 1x26 (1961)
- Ripcord – serie TV, episodio 1x24 (1962)
- Death Valley Days – serie TV, 2 episodi (1960-1962)
- Tales of Wells Fargo – serie TV, un episodio (1962)
- Bonanza – serie TV, un episodio (1962)
- Gli uomini della prateria (Rawhide) – serie TV, 2 episodi (1960-1962)
- Saints and Sinners – serie TV, un episodio (1962)
- Carovane verso il West (Wagon Train) – serie TV, 2 episodi (1962-1963)
- Indirizzo permanente (77 Sunset Strip) – serie TV, 2 episodi (1961-1963)
- Perry Mason – serie TV, 5 episodi (1958-1964)
- Lassie – serie TV, un episodio (1964)
- Mr. Novak – serie TV, episodi 2x02-2x04 (1964)
- Slattery's People – serie TV, un episodio (1965)
- The Bing Crosby Show – serie TV, un episodio (1965)
- Viaggio in fondo al mare (Voyage to the Bottom of the Sea) – serie TV, un episodio (1965)
- Profiles in Courage – serie TV, un episodio (1965)
- Il fuggiasco (The Fugitive) – serie TV, un episodio (1965)
- The Nurses – serie TV, 9 episodi (1965)
- Tarzan – serie TV, episodio 1x30 (1967)
- Custer – serie TV, un episodio (1967)
- Gli invasori (The Invaders) – serie TV, un episodio (1968)
- Sui sentieri del West (The Outcasts) – serie TV, episodio 1x07 (1968)
- Il virginiano (The Virginian) – serie TV, 2 episodi (1963-1968)
- La terra dei giganti (Land of the Giants) – serie TV, un episodio (1969)
- Lancer – serie TV, episodio 1x26 (1969)
- Hawaii Squadra Cinque Zero (Hawaii Five-O) – serie TV, un episodio (1970)
- Uomini di legge (Storefront Lawyers) – serie TV, un episodio (1971)
- Mod Squad, i ragazzi di Greer (The Mod Squad) – serie TV, 4 episodi (1968-1971)
- Mannix – serie TV, un episodio (1971)
- F.B.I. (The F.B.I.) – serie TV, 5 episodi (1967-1971)
- Cannon – serie TV, un episodio (1972)
- Uno sceriffo a New York (McCloud) – serie TV, un episodio (1972)
- Primus – serie TV, un episodio (1972)
- Missione impossibile (Mission: Impossible) – serie TV, 2 episodi (1970-1972)
- Difesa a oltranza (Owen Marshall, Counselor at Law) – serie TV, un episodio (1973)
- The New Adventures of Perry Mason – serie TV, un episodio (1973)
- Barnaby Jones – serie TV, un episodio (1974)
- Sulle strade della California (Police Story) – serie TV, un episodio (1974)
- Murder or Mercy – film TV (1974)
- A tutte le auto della polizia (The Rookies) – serie TV, un episodio (1974)
- L'uomo da sei milioni di dollari (The Six Million Dollar Man) – serie TV, un episodio (1974)
- I missili di ottobre (The Missiles of October) – film TV (1974)
- Lotta per la vita (Medical Story) – serie TV, un episodio (1976)
- F. Scott Fitzgerald in Hollywood – film TV (1976)
- Racconti della frontiera (The Quest) – serie TV, un episodio (1976)
- The Amazing Howard Hughes – film TV (1977)
- Una famiglia americana (The Waltons) – serie TV, un episodio (1977)
- The Last Hurrah – film TV (1977)
- Jennifer - la storia di una donna (Jennifer: A Woman's Story) – film TV (1979)
- Bogie – film TV (1980)

## Doppiatori italiani
- Giuseppe Rinaldi in Tre segreti, Squali d'acciaio
- Pino Locchi in L'alibi era perfetto, Taxi da battaglia
- Giulio Panicali in Iwo Jima, deserto di fuoco
- Emilio Cigoli in Gianni e Pinotto contro l'uomo invisibile
- Rodolfo Traversa in Volo su Marte
- Alberto Lupo in Gli invasori spaziali
- Massimo Turci in L'ammutinamento del Caine